# CYP27C1
细胞色素 P450 27C1（英語：Cytochrome P450 27C1，缩写CYP27C1）是细胞色素P450超家族的一员，由CYP27C1基因编码，是定位于许多不同组织线粒体内膜的单加氧酶。CYP27C1在体内的主要功能是将视黄醇（维生素A1）转化为维生素A2，此外还能催化多种反应，如胆固醇、甾体激素的合成与代谢。